# Mouvement du Parti de la Légalité

Logotype du parti.

Le Mouvement du Parti de la légalité (Partia Lëvizja e Legalitetit - PLL) est le parti monarchiste albanais historique, fondé en 1924 par le futur roi Zog Ier. 

## Historique
Artisan de la conquête du pouvoir de Zog Ier, artisan de la résistance royaliste armée durant la Seconde Guerre mondiale contre les Italiens, puis les Allemands, puis de la résistance armée anti-communiste jusque dans les années 1950, le Mouvement du Parti de la Légalité poursuit des activités politico-militaires durant toutes les années d'exil et se réimplante en Albanie à la chute du communisme dès 1991.
Il s’agit de la formation monarchiste albanaise la plus structurée, disposant d’un hebdomadaire « Atdheu » (Patrie). 
Lors des élections municipales qui se sont ténues en février 2007, il a gagné 145 sièges de conseillers locaux et 20 circonscriptions électorales (sur un total de 384) dont celles de la ville de Kruja, berceau historique de la résistance albanaise et fief du général Abaz Kupi qui fut chargé par le roi Zog Ier de mener la résistance contre l'invasion italienne le 7 avril 1939 et qui fut, jusqu'à son décès le président du PLL.
Lors des municipales de 2003, le PLL n'avait emporté que trois circonscriptions électorales.
Sur le plan international, le PLL est membre de la Conférence monarchiste internationale.